# Calvin Morgan
Calvin Morgan, né le 18 mai 1995, est un footballeur international anguillan évoluant au poste de milieu de terrain.

## Biographie

### En sélection
Il joue son premier match en équipe d'Anguilla le 5 septembre 2019, contre le Guatemala. Ce match perdu sur le très large score de 10-0 rentre dans le cadre de la Ligue des nations de la CONCACAF. Il inscrit son premier but en équipe nationale le 15 octobre 2019, contre Porto Rico. Ce match perdu 2-3 rentre à nouveau dans le cadre des la Ligue des nations.